# Vimeo
Vimeo（ヴィメオ、[ˈvɪmiːoʊ]）は、クリエイター向け動画共有サイト。「video」（ビデオ）と「me」（私）の意味と、「movie」（映画）という言葉のアナグラムである。

## 歴史
- 2004年11月、ジェイコブ・ロドウィック（Jakob Lodwick）とザック・クライン（Zach Klein）によってConnected Venturesのサイドプロジェクトとして「VIMEO」を開始。Vimeoに初めて投稿された動画は『Playing with new camera in office』（2004年10月1日投稿）だった[4]。
- 2004年12月にVimeo.comの独自ドメインを取得してサイト移転。
- 2006年8月に大手コメディサイトCollegeHumor.comの親会社Connected Ventures, LLC,の買収の一環として、VimeoはIAC/InterActiveCorp.の傘下になる[5]。
- 2007年、HDビデオに対応した最初のビデオ共有サイトになった。
- 2008年10月、有料アカウントオプション「Vimeo Plus」を開始。
- 2011年3月、Vimeo iPhoneアプリを公開[6]。
- 2011年8月1日、プロクリエイター向けの有料アカウントオプション「Vimeo Pro」を開始[7]。
- 2011年9月、「Vimeo Music Store」を開始[8]。
- 2013年2月、動画をアニメーション化された写真へと変換するアプリ「Echograph」を買収[9]。
- 2013年4月1日、クリエイターによる動画販売サービス「Vimeo On Demand」を開始[10]。
- 2014年12月、4Kビデオに対応。
- 2014年3月、ビデオ制作アプリ「Cameo」を買収[11]。
- 2016年5月2日、OTTビデオサブスクリプションチャネルプラットフォームである「VHX」の買収を発表[12]。この M&AによりVHXは、「Vimeo OTT」として組み込まれた。
- 2016年9月13日、ビジネス向けの有料アカウントオプション「Vimeo Business」を開始[13]。
- 2017年3月、360度ビデオに対応[14]。
- 2017年9月26日、ライブストリーミングプラットフォームを導入し、ライブストリーミングサービスの「Livestream」を買収して関連スタッフとテクノロジーを強化すると発表した[15]。この M&Aにより、既存のLivestreamは、Vimeo Enterpriseアカウント向けのライブストリーミングサービス「Vimeo Livestream」として組み込まれ、Vimeoは、ライブストリーミングサービス「Vimeo Live」を開始した。
- 2008年10月、有料アカウントオプション「Vimeo Plus」を開始[16]。
- 2018年3月、Vimeo BusinessプランにVimeo Liveを組み合わせたビジネス向けの有料アカウントオプション「Vimeo Premium」を開始[17]。
- 2019年4月15日、イスラエル発のAI搭載動画編集サービスである「Magisto」の買収を発表[18]。このM&Aにより、Magistoのユーザーは動画をVimeoで直接編集、公開、収益化できるようになり、スモールビジネス向けAI搭載高品質ビデオ制作ツール「Vimeo Create」を開始した[19]。
- 2019年3月29日にハードウェア事業（ライブ配信用カメラ「Mevo」）を売却した[3]。
- 2019年8月1日、エンタープライズビジネス向けの有料アカウントオプション「Vimeo Enterprise」を発表[20]。
- 2020年1月1日、IAC/InterActiveCorp.からその子会社IAC Holdings, Inc.に親会社が異動
- 2020年7月1日、祖父会社IAC/InterActiveCorp.（現：Match Group, Inc.）の完全分離に伴い、親会社IAC Holdings, Inc.がIAC/InterActiveCorp.（現：IAC Inc）に商号変更。
- 2020年12月、持株会社Vimeo Holdings, Inc.（現：Vimeo, Inc. ）と、合併準備会社Stream Merger Sub, Inc.を設立
- 2020年5月20日、企業向けサービス「動画ライブラリ」を開始[21]
- 2020年5月25日、IAC子会社Vimeo, Inc. （現：Vimeo.com, Inc.）と、Vimeo Holdings, Inc.（現：Vimeo, Inc. ）の子会社Stream Merger Sub, Inc.の合併を行い、VimeoのIACからスピンアウトを完了。Vimeo Holdings, Inc.をVimeo, Inc.に商号変更し、ティッカーシンボル「VMEO」でNASDAQでの取引を開始[22]。
- 2021年11月にオンラインビデオ編集ツールのWibbitz Ltd.と、2021年12月にインタラクティブビデオ編集ツールのWIREWAX Ltdを買収[23]
- 2022年8月、無料プランのVimeo Basic、有料プランのVimeo Plus、Vimeo Pro、Vimeo Business、Vimeo Premiumのプランの新規受付を終了し新しいサブスクリプションプランを導入[24]
- 2024年7月、Vimeo Enterpriseプラン向けにVimeo AIを活用した、動画翻訳（音声クローン翻訳・字幕翻訳）をリリース[25][26]
- 2025年1月、「Vimeo Livestream（Livestream.com）」を終了し、Vimeoのライブストリーミングに統合[27]

## 内容
Vimeo には、プロからアマチュアまでのパフォーマンスアート集団、インディーズ映画監督、映像作家、写真家、デザイナー、アニメーター、コメディアン、芸術家などがメンバーとして多数アカウントを持っている。たとえば、ニューヨークを拠点に街中で大人数の即興パフォーマンスを仕掛ける集団「Improv Everywhere」（インプロヴ・エヴリウェア）が新たな作品を発表する際、同集団のサーバーにアクセスが殺到するのを避けるために長い間Vimeoを利用してきた（2008年以後はYouTubeに移っている）。写真家ノア・カリナ（Noah Kalina）が学生時代から毎日撮ってきた自分の顔写真をつないだ映像「everyday」はネットや全米の新聞で話題になったが、これももとはVimeoに投稿された。コメディアン・俳優のクリステン・シャール（Kristen Schaal）やレジー・ワッツ（Reggie Watts）も自分の映像をアップロードし、自らのプロモーションにも活用している。同じく IAC/InterActiveCorp 社の子会社となっているコメディー映像投稿サイト、CollegeHumor の人気シリーズ映像である「Jake and Amir」もVimeo出身である。
ブリトニー・スピアーズ、カニエ・ウェスト、ナイン・インチ・ネイルズ、モービー、ベック、プラシーボ、リッケ・リー（Lykke Li）、ロイクソップ、デヴィン・ザ・デュード（Devin the Dude）といったミュージシャンもアカウントを持ち、自分たちの新しいミュージックビデオの発表に使用している。また、バラク・オバマアメリカ合衆国元大統領も、高精細の動画をVimeoにアップロードしている。
2010年10月にはニューヨーク市チェルシー地区の映画館で、Vimeoに投稿される動画によるフィルムフェスティバルを開催し、シンポジウムや「Vimeo Awards」の授賞式を行っている。

## 動画
Vimeoは商業作品の転載、ポルノ映像、その他ユーザー自身が作ったのではない作品の投稿を認めていない。

### 映像の画質
2007年10月17日、Vimeo は、有効画素数1280x720/フレーム （720p）の高精細（HD）動画の受け入れを開始し、一般向け動画共有サイトで初めてHDをサポートするサイトになった。当時は、HDでアップロードされた動画は、720/24p VP6 Flash Video に変換されていた。2008年3月、Vimeo はHDサービスのアップグレードを行い、30 frame/s（1秒30フレーム）までの動画をサポートすると発表したが、いくつかのプラットフォームではAdobe Flash playerがこうしたHD動画を完全に再生できず、多くのユーザーが不便を訴えたため、1カ月でもとの24 frame/s へと戻している。
HDでない動画は最大30 frame/sでエンコードされ、競合する動画共有サービスに比べて非常に高いビットレートを実現している。有料ユーザーでないユーザーは週に500MBまでの動画、および週に1本までのHD動画をアップロードできる（1週間以内にHD動画をさらにアップロードした場合、強制的にSDにエンコードされる）。
2010年1月には1080p動画のアップロードおよび再生も対応したほか、HTML 5への対応も発表し、高精細化を進めるYouTubeへ対抗していた。
2014年12月に、4K動画にアップロードとダウンロードのみに対応し、2015年12月に4K動画のにストリーミング再生を開始した。
2017年3月に、360度ビデオに対応し、VRコンテンツの販売も可能となった。

### Vimeo On Demand
Vimeo Proアカウントで利用可能になるクリエイターが動画を販売し収益化できるVODプラットフォーム。

### Vimeo OTT
顧客がサブスクリプションストリーミングチャンネルを運用できるB2Bサービス。

### ライブストリーミング
Vimeは、Vimeの動画プレイヤーを使用した「Vimeo Live」と、Livestreamの動画プレイヤーを使用した「Vimeo Livestream」でライブストリーミングを提供している。
Vimeo Liveは、Advancedプランと、Enterpriseプランで利用可能。
Vimeo Livestreamは、Vimeo Enterpriseアカウントで利用可能。

## 料金プラン

### 現行の料金プラン

#### Free
1ヶ月あたり最大2本の動画アップロード制限、保存可能な動画数は最大25本に制限

#### Starter
月額払いでは1シートライセンスあたり月々5本の動画アップロード制限、年間払いでは1シートライセンスあたり年間25本の動画アップロード制限、1ヶ月あたり2TBの帯域幅制限 

#### Standard
1シートライセンスあたり年間120本の動画アップロード制限、1ヶ月あたり2TBの帯域幅制限 

#### Advanced
1シートライセンスあたり年間500本の動画アップロード制限、1ヶ月あたり2TBの帯域幅制限 

#### Enterprise
Vimeo Premiumプランに、チームのシングルサインオンアクセス、ライブストリーミングとオンデマンドコンテンツを備えたプライベートショーケース、ユーザーレベルの分析、専用のサポートとトレーニング、プロダクションサービスなどを追加した大規模な組織やエンタープライズビジネス向けの有料アカウントオプション。

### 旧料金プラン

#### Vimeo Basic
当初Vimeoは無料アカウントのみでサービスを開始し、各アカウントのビデオアップロードは毎週20MBに制限されていた。この制限は、2006年に30MB、2007年1月の250MBに、2007年10月で500MBと拡張された。

#### Vimeo Plus
2008年10月に開始した有料アカウントオプション。
2008年10月16日、Vimeoは、年60ドルの「Vimeo Plus」パッケージを発表した。Vimeo Plus のユーザーになると、週5GBまでの動画アップロード、HD動画のアップロード本数の制限なし、チャンネル・グループ・アルバム開設数の制限なし、動画への広告挿入なし、HD動画のエンベッド可能、高画質を可能にする2 pass エンコーディング、エンコードの一般ユーザーに対しての優先などのサービスが提供される。しかし、それまで、週当たりのHD動画アップロード数無制限、グループ・アルバム・チャンネルの開設無制限であった一般会員は制限を新たに設けられた。2010年2月以降はPlus ユーザーは1080pでアップロードした動画の1080pまたは720pでの再エンコードを選べるようになっている。2010年7月22日からは、HD動画のエンベッドも無制限とし、2011年1月4日からは1本5GBまでの動画のアップロードも可能になった。これはHD動画にすれば2時間半に相当し、自主製作した長編映画を一本まるごと高精細画質でVimeoにアップロードできるようになったことを意味する。

#### Vimeo Producer
Vimeo Plusプランに、Mevoアプリを通してのみライブ配信制限されたVimeo Liveを組み合わせた有料アカウントオプション。

#### Vimeo Pro
2011年8月1日に開始したプロクリエイター向けの有料アカウントオプション。
2011年8月1日には、プロのデザイナーや映像製作会社など商業目的のユーザーのために、「PRO」というタイプのアカウントを導入した。年199ドルで50GBまでの容量が使え、エンベッドした動画を25万回再生できる、アクセス分析も詳細、Vimeoではなくサードパーティーによるビデオプレイヤーの使用も可能となるなど多様な機能を提供している。Vimeo側は、NPO、ごく小規模な映画製作会社、Vimeoのサービスを自分の作品集・履歴書として使用したり作品の宣伝のために使いたいというアーティスト以外で、商業目的の作品をアップロードしたいという者は、今後はVimeo PROアカウントを必ず使ってほしいとしている。2013年10月には、Vimeo PRO の容量などを一気に増大させた。毎週20GB（つまりHD動画を毎週5時間分）、1年で1,000GBの容量が使えるようになるほか、再生回数も無制限になった。

#### Vimeo Pro Unlimited
Vimeo Proの強化プラン

#### Vimeo Business
Vimeo Proプランに、週毎のアップロードなしの制限総容量5TB動画ホスティング、動画マーケティングツール、分析ツールGoogle Analyticsを追加したビジネスチームや企業向けの有料アカウントオプション。

#### Vimeo Premium
Vimeo Businessプランに、週毎のアップロードなしの制限総容量7TB動画ホスティングと、複数のライブストリーミングプラットフォームへの同時配信機能、グラフィックオーバーレイ、Q&A、アンケート、視聴者チャットなどのインタラクティブ機能を搭載したVimeo Liveを組み合わせたビジネス向けの有料アカウントオプション。

## ゲーム動画削除
2008年7月21日、Vimeo はゲームのプレイ動画をもはや受け容れないと発表した。コミュニティ・ディレクターのブレイク・ホイットマン（Blake Whitman）は「ゲーム動画は、Vimeoにある他のジャンルの動画に比べて、長時間でサイズも大きくなるという性質をもともと持っている。過去数カ月、トランスコードの待ち時間が長くなっていた最大かつ唯一の理由はゲーム動画である」と述べている。
それまでにアップロードされていたゲーム動画は2008年9月1日に削除され、以後の新規アップロードはこの規定で投稿できない。ただし、ゲーム動画やゲームエンジンを利用して作った、独自のストーリーをもつマシニマ動画は、この限りではなく、削除もされていない。

## 検閲
Vimeoは中華人民共和国、タイ王国、ベトナム、トルコからは、政治的理由などでアクセスできなくなったことがある。